# Rodrigo Hardy Araújo
Rodrigo Hardy Araújo, noto semplicemente come Rodrigo (Campinas, 7 giugno 1984), è un giocatore di calcio a 5 brasiliano, campione del mondo con la nazionale brasiliana nel 2012.

## Carriera
Per un decennio, Rodrigo è stato uno dei giocatori più rappresentativi della nazionale maschile di calcio a 5 del Brasile, nonché capitano tra il 2016 e il 2021. Nel settembre del 2021 diventa il primo difensore a realizzare cento reti in nazionale.

## Palmarès

### Club
- Campionato brasiliano: 3
Carlos Barbosa: 2009
Brasil Futuro: 2014, 2020
- Coppa Intercontinentale: 2
Brasil Futuro: 2016, 2019

### Nazionale
- Campionato mondiale: 1
Thailandia 2012
- Coppa America: 1
Argentina 2011